# Bruno Miguel
Bruno Miguel Moreira de Sousa, né le 24 septembre 1982 à Oliveira de Azeméis (Portugal) est un footballeur portugais, qui évolue au poste de défenseur au FC Alverca.

## Biographie
En 2005, Bruno Miguel est transféré au Varzim Sport Club, en 2e division portugaise. Il dispute 57 matchs en 2e division (Liga Vitalis) avec ce club.
En 2007, il signe en faveur de l'União Leiria, en 1re division portugaise.
Lors de la saison 2007-2008, il dispute 16 matchs en 1re division portugaise (Liga Sagres). Lors de la saison 2008-2009, il joue en D2, l'União Leiria ayant été relégué. Il ne dispute que 6 matchs dans ce championnat. Lors de la saison 2009-2010, il retrouve la 1re division et participe à 16 rencontres de Liga Sagres avec l'União Leiria.
En 2011, il s'exile en Roumanie et s'engage avec l'Astra Ploieşti.

## Palmarès
- Liga Vitalis  (D2 portugaise) :
  - Vice-champion en 2009 (UD Leiria).

## Statistiques
À l'issue de la saison 2010-2011
- 43 matchs et 0 but en 1re division portugaise
- 63 matchs et 3 buts en 2e division portugaise